# ايلانو (إيطاليا)
ايلانو (بالإيطالية: Ailano)‏ هي كومونا في مقاطعة كزرتة في منطقة كمبانية الإيطالية، وتقع على بعد 60 كيلومترًا (37 ميلًا) شمال نابولي، و35 كيلومترًا (22 ميلًا) شمال غرب كزرتة.